# Jon Lovitz

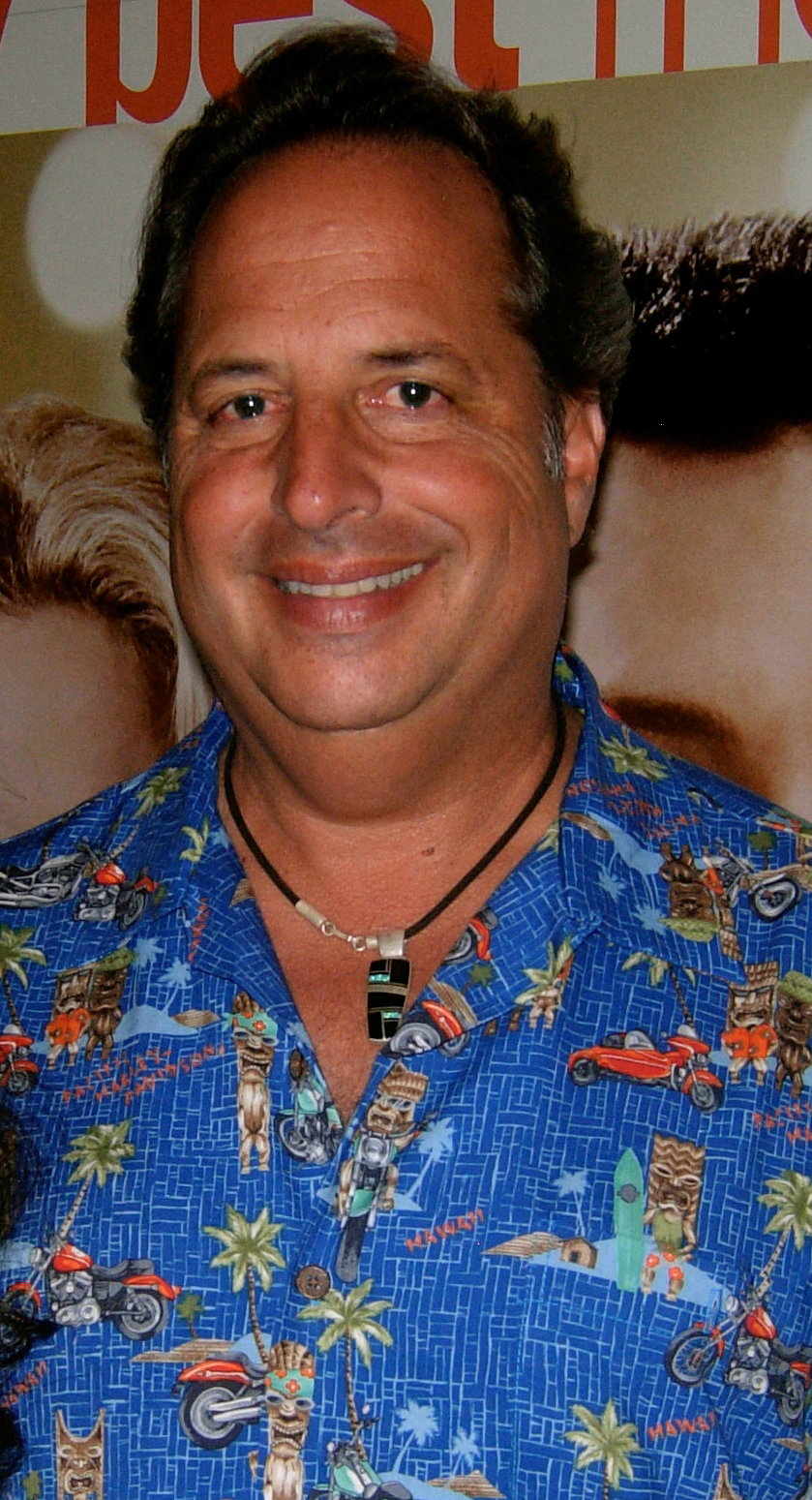
Jon Lovitz (2008)

Jonathan Michael „Jon“ Lovitz (* 21. Juli 1957 in Tarzana, Kalifornien) ist ein US-amerikanischer Schauspieler und Komiker.

## Leben
Lovitz studierte Schauspiel und Theater an der University of California, Irvine, wo er sich der Comedygruppe The Groundlings anschloss. In den Jahren 1985 bis 1990 trat er als Ensemblemitglied in der Fernsehshow Saturday Night Live auf, wofür er in den Jahren 1986 und 1987 für den Emmy nominiert wurde.
Mitte der 1980er Jahre begann Lovitz, in Filmkomödien mitzuspielen. In Meine Stiefmutter ist ein Alien (1988) spielte er neben Dan Aykroyd und Kim Basinger, und in Mr. Destiny (1990) an der Seite von James Belushi. In Loaded Weapon 1 (1993) spielte er eine Nebenrolle und in High School High (1996) neben Tia Carrere die Hauptrolle. Eine ernste Rolle übernahm Lovitz 1998 in Todd Solondz’ Ensemblefilm Happiness; er spielte eine depressive und tief neurotische Figur.
In der Zeichentrickserie The Critic lieh Lovitz der Hauptfigur Jay Sherman, die ihm auch optisch nachempfunden war, seine Stimme. Die Serie lief 1994 und 1995; zwischen 2000 und 2001 wurden 10 weitere Episoden der Serie produziert. In einer Crossover-Episode der Simpsons war Lovitz als Jay Sherman auch in Springfield zu sehen.
1998 bis 1999 spielte er in der Fernsehserie NewsRadio mit. In der Serie Las Vegas spielte Lovitz eine wiederkehrende Rolle und ab 2012 eine Hauptrolle in der Serie Mr. Box Office. Daneben trat Lovitz in mehreren Fernsehserien und Sitcoms als Gast auf, darunter Friends, Two and a Half Men, Seinfeld und Eine schrecklich nette Familie.
Lovitz trat daneben auch immer wieder als Stand-up-Komiker und am Broadway auf.

## Filmografie (Auswahl)

### Filme
- 1986: Hamburger-The Movie
- 1986: ¡Drei Amigos! (Three Amigos)
- 1986: Jumpin’ Jack Flash
- 1987: Der tapfere kleine Toaster (The Brave Little Toaster, Sprechrolle)
- 1988: Big
- 1988: Meine Stiefmutter ist ein Alien (My Stepmother Is an Alien)
- 1990: Mr. Destiny
- 1991: Geschichten aus der Gruft (Tales from the Crypt, Fernsehserie, Folge 3x05)
- 1992: Eine Klasse für sich (A League of Their Own)
- 1992: Mom und Dad retten die Welt (Mom and Dad Save the World)
- 1993: Loaded Weapon 1
- 1993: Die Coneheads (Coneheads)
- 1994: Die goldenen Jungs (City Slickers II: The Legend of Curly’s Gold)
- 1994: Schneesturm im Paradies (Trapped in Paradise)
- 1994: North
- 1996: Matilda
- 1996: High School High
- 1996: Great White Hype – Eine K.O.Mödie (The Great White Hype)
- 1998: Happiness
- 1999: Get The Dog – Verrückt nach Liebe (Lost & Found)
- 2000: Schmalspurganoven (Small Time Crooks)
- 2000: Little Nicky – Satan Junior (Little Nicky)
- 2001: Crime is King (3000 Miles to Graceland)
- 2001: Rat Race – Der nackte Wahnsinn (Rat Race)
- 2001: Good Advice – Guter Rat ist teuer (Good Advice)
- 2002: Adam Sandlers acht verrückte Nächte (Eight Crazy Nights)
- 2004: Die Frauen von Stepford (The Stepford Wives)
- 2005: The Producers
- 2006: Die Bankdrücker (The Benchwarmers)
- 2006: Southland Tales
- 2007: Hauptsache verliebt (I Could Never Be Your Woman)
- 2010: Casino Jack
- 2012: Hotel Transsilvanien (Hotel Transylvania, Stimme von Quasimodo)
- 2013: Kindsköpfe 2 (Grown Ups 2)
- 2013: Bula Quo! (Bula Quo!)
- 2015: Die lächerlichen Sechs (The Ridiculous 6)
- 2015: I Am Chris Farley
- 2016: Mother’s Day – Liebe ist kein Kinderspiel (Mother’s Day)
- 2017: Killing Hasselhoff
- 2017: Chasing the Blues
- 2017: Sandy Wexler
- 2019: Benchwarmers 2: Breaking Balls
- 2024: Lost & Found in Cleveland
- 2025: Happy Gilmore 2

### Fernsehen
- seit 1986: Saturday Night Live (verschiedene Rollen)
- 1989: Saturday Night Live: 15th Anniversary
- seit 1991: Die Simpsons (verschiedene Sprechrollen)
- 1995: Seinfeld (Fernsehserie, Episode 6x13)
- 1995, 2003: Friends (Fernsehserie, 2 Episoden)
- 1998: Saturday Night Live: The Best of Dana Carvey (TV Special)
- 1998: The Roseanne Show (1 Episode)
- 2006: Two and a Half Men (Fernsehserie, Episode 3x17)
- 2006–2014: Comics Unleashed
- 2011: Comedy Central Roast of Charlie Sheen
- 2012–2013: Mr. Box Office (Fernsehserie, 27 Episoden)
- 2012, 2015: Hot in Cleveland (2 Episoden)
- 2013–2014: New Girl (Fernsehserie, 2 Episoden)
- 2015: Hawaii Five-0 (Fernsehserie, 2 Episoden)
- 2015: Saturday Night Live: 40th Anniversary Special
- 2022: The Masked Singer (Gastauftritt, Episode 8x08)
- 2023: Magnum P.I. (Fernsehserie, Episode 5x17)